# National Women's Soccer League 2022
Navigation
NWSL 2021 NWSL 2023
La National Women's Soccer League 2022 est la 10e édition de la National Women's Soccer League (NWSL), le championnat le plus élevé du soccer féminin aux États-Unis. En incluant les championnats précédant la NWSL, le Women's Professional Soccer (2009-2011) et la Women's United Soccer Association (2001-2003), il s'agit de la 16e saison de première division féminine aux États-Unis.

## Déroulement de la saison
La phase régulière se dispute en matches aller-retour. Chaque équipe affronte les onze autres à domicile et à l'extérieur. Les six premiers du classement se qualifient pour les play-offs. Les deux premiers sont exemptés du premier tour des play-offs.
Le championnat passe à douze équipes, deux équipes californiennes font leur entrée : le Angel City FC et le Wave de San Diego.
Kansas City change de nom en Current de Kansas City.

## Participants
| \| Current Racing Red Stars Pride Thorns Reign Gotham Spirit Courage Dash Angel City Wave \| Localisation des clubs engagés dans le championnat. |
| Current Racing Red Stars Pride Thorns Reign Gotham Spirit Courage Dash Angel City Wave                                                           |

Ce tableau présente les dix équipes faisant partie du championnat en 2022. On y trouve le nom des équipes, la ville d'implantation, le nom des entraîneurs et leur nationalité, le nom des stades ainsi que leurs capacités.
| Équipe                         | Ville         | État             | Entraîneur       | Stade                      | Capacité | Meilleur résultat      | Résultat en 2021   |
| ------------------------------ | ------------- | ---------------- | ---------------- | -------------------------- | -------- | ---------------------- | ------------------ |
| Angel City FC                  | Los Angeles   | Californie       | Freya Coombe     | Banc of California Stadium | 22 000   | /                      | /                  |
| Courage de la Caroline du Nord | Cary          | Caroline du Nord | Sean Nahas       | Sahlen's Stadium           | 10 000   | Vainqueur (2018, 2019) | Barrages (6e)      |
| Current de Kansas City         | Kansas City   | Kansas           | Matt Potter      | Children's Mercy Park      | 18 467   | 10e                    | 10e                |
| Dash de Houston                | Houston       | Texas            | James Clarkson   | PNC Stadium                | 7 000    | 5e                     | 7e                 |
| Gotham du NJ/NY                | Harrison      | New Jersey       | Scott Parkinson  | Red Bull Arena             | 25 000   | Demi-finales           | Barrages (5e)      |
| OL Reign                       | Seattle       | Washington       | Laura Harvey     | Lumen Field                | 10 000   | Finale                 | Demi-finales (2e)  |
| Pride d'Orlando                | Orlando       | Floride          | Amanda Cromwell  | Exploria Stadium           | 25 500   | Demi-finales           | 8e                 |
| Racing Louisville              | Louisville    | Kentucky         | Kim Björkegren   | Lynn Family Stadium        | 11 700   | 9e                     | 9e                 |
| Red Stars de Chicago           | Bridgeview    | Illinois         | Chris Petrucelli | SeatGeek Stadium           | 20 000   | Finale                 | Finale (4e)        |
| Spirit de Washington           | Washington DC | Washington D.C.  | Kris Ward        | Audi Field                 | 20 000   | Vainqueur (2021)       | Vainqueur (3e)     |
| Spirit de Washington           | Washington DC | Washington D.C.  | Kris Ward        | Segra Field (en)           | 5 000    | Vainqueur (2021)       | Vainqueur (3e)     |
| Thorns de Portland             | Portland      | Oregon           | Rhian Wilkinson  | Providence Park            | 25 218   | Vainqueur (2013, 2017) | Demi-finales (1er) |
| Wave de San Diego              | San Diego     | Californie       | Casey Stoney     | Torero Stadium             | 6 000    | /                      | /                  |
| Wave de San Diego              | San Diego     | Californie       | Casey Stoney     | Snapdragon Stadium         | 35 000   | /                      | /                  |

1. ↑  Houston Dash limite les ventes de billets à 7 000 lors des matchs à domicile. La capacité maximale du stade est de 22 039 personnes[2].
2. ↑  L'OL Reign limitera initialement les ventes de billets à Lumen Field à 10 000, mais ouvrira une plus grande partie du stade si la demande de billets l'exige.
3. ↑  Le Wave de San Diego déménagera dans son domicile permanent du Snapdragon Stadium une fois que ce lieu ouvrira ses portes en septembre 2022[3],[4].

## Compétition

### Saison régulière

#### Classement
| Rang | Équipe                   | Pts | J  | G  | N  | P  | Bp | Bc | Diff |
| ---- | ------------------------ | --- | -- | -- | -- | -- | -- | -- | ---- |
| 1    | OL Reign                 | 40  | 22 | 11 | 7  | 4  | 32 | 19 | +13  |
| 2    | Portland Thorns          | 39  | 22 | 10 | 9  | 3  | 49 | 24 | +25  |
| 3    | San Diego Wave           | 36  | 22 | 10 | 6  | 6  | 32 | 21 | +11  |
| 4    | Houston Dash             | 36  | 22 | 10 | 6  | 6  | 35 | 27 | +8   |
| 5    | Kansas City Current      | 36  | 22 | 10 | 6  | 6  | 29 | 29 | 0    |
| 6    | Chicago Red Stars        | 33  | 22 | 9  | 6  | 7  | 34 | 28 | +6   |
| 7    | North Carolina Courage C | 32  | 22 | 9  | 5  | 8  | 46 | 33 | +13  |
| 8    | Angel City               | 29  | 22 | 8  | 5  | 9  | 23 | 27 | -4   |
| 9    | Racing Louisville        | 23  | 22 | 5  | 8  | 9  | 23 | 35 | -12  |
| 10   | Orlando Pride            | 22  | 22 | 5  | 7  | 10 | 22 | 45 | -23  |
| 11   | Washington Spirit T      | 19  | 22 | 3  | 10 | 9  | 26 | 33 | -7   |
| 12   | NJ/NY Gotham             | 13  | 22 | 4  | 1  | 17 | 16 | 46 | -30  |

- NWSL Shield et qualification pour les demi-finales des séries éliminatoires
- Qualification pour les demi-finales des séries éliminatoires
- Qualification pour le premier tour des séries éliminatoires
- C : Vainqueur de la Challenge Cup 2022
- T : Tenant du titre

### Séries éliminatoires

#### Tableau
|  | Quarts de finale         | Quarts de finale     |                          |                 | Demi-finales             | Demi-finales    |  |  | Finale          | Finale          |
|  | Quarts de finale         | Quarts de finale     |                          |                 | Demi-finales             | Demi-finales    |  |  | Finale          | Finale          |
|  |                          |                      |                          |                 |                          |                 |  |  |                 |                 |
|  | 16 octobre 2022          | 16 octobre 2022      |                          |                 | 23 octobre 2022          | 23 octobre 2022 |  |  | 29 octobre 2022 | 29 octobre 2022 |
|  | 16 octobre 2022          | 16 octobre 2022      |                          |                 | 23 octobre 2022          | 23 octobre 2022 |  |  | 29 octobre 2022 | 29 octobre 2022 |
|  | 16 octobre 2022          | 16 octobre 2022      | [1er] OL Reign           | 0               |                          |                 |  |  | 29 octobre 2022 | 29 octobre 2022 |
|  | [4e] Houston Dash        | 1                    | [1er] OL Reign           | 0               |                          |                 |  |  | 29 octobre 2022 | 29 octobre 2022 |
|  | [4e] Houston Dash        | 1                    | [5e] Kansas City Current | 2               |                          |                 |  |  | 29 octobre 2022 | 29 octobre 2022 |
|  | [5e] Kansas City Current | 2                    | [5e] Kansas City Current | 2               |                          |                 |  |  | 29 octobre 2022 | 29 octobre 2022 |
|  | [5e] Kansas City Current | 2                    | 23 octobre 2022          | 23 octobre 2022 | [5e] Kansas City Current | 0               |  |  |                 |                 |
|  | 16 octobre 2022          |                      | 23 octobre 2022          | 23 octobre 2022 | [5e] Kansas City Current | 0               |  |  |                 |                 |
|  |                          | [2e] Portland Thorns | 23 octobre 2022          | 23 octobre 2022 | 2                        |                 |  |  |                 |                 |
|  | [3e] San Diego Wave      | [2e] Portland Thorns | 23 octobre 2022          | 23 octobre 2022 | 2                        | 2               |  |  |                 |                 |
|  | [3e] San Diego Wave      | [3e] San Diego Wave  | 1                        |                 |                          | 2               |  |  |                 |                 |
|  | [6e] Chicago Red Stars   | [3e] San Diego Wave  | 1                        | 1               |                          |                 |  |  |                 |                 |
|  | [6e] Chicago Red Stars   | [2e] Portland Thorns | 2                        | 1               |                          |                 |  |  |                 |                 |
|  |                          | [2e] Portland Thorns | 2                        |                 |                          |                 |  |  |                 |                 |

#### Quarts de finale
| Quarts de finale         | Houston Dash       | 1 – 2   | Kansas City Current                             | PNC Stadium, Houston                             |                                                  |
| 16 octobre 2022 17:00 ET | Sophie Schmidt 21e | (1 - 1) | 5e (pen.) Lo'eau LaBonta · 90+10e Kate Del Fava | Spectateurs : 21 284 Arbitrage : Elijio Arreguin | Spectateurs : 21 284 Arbitrage : Elijio Arreguin |

| Quarts de finale         | San Diego Wave                          | 2 – 1                 | Chicago Red Stars | Snapdragon Stadium, San Diego                 |                                               |
| 16 octobre 2022 22:30 ET | Emily van Egmond 67e · Alex Morgan 110e | (0 - 1, 1 - 1, 1 - 1) | 10e Yuki Nagasato | Spectateurs : 26 215 Arbitrage : Mark Allatin | Spectateurs : 26 215 Arbitrage : Mark Allatin |

#### Demi-finales
| Demi-finale              | Portland Thorns                           | 2 – 1   | San Diego Wave     | Providence Park, Portland                       |                                                 |
| 23 octobre 2022 17:00 ET | Raquel Rodríguez 20e · Crystal Dunn 90+3e | (1 - 1) | 8e Taylor Kornieck | Spectateurs : 22 035 Arbitrage : Kevin Broadley | Spectateurs : 22 035 Arbitrage : Kevin Broadley |

| Demi-finale              | OL Reign | 0 – 2   | Kansas City Current                  | Lumen Field, Seattle                           |                                                |
| 23 octobre 2022 19:30 ET |          | (0 - 1) | 4e Alex Loera · 63e Kristen Hamilton | Spectateurs : 21 491 Arbitrage : Alex Billeter | Spectateurs : 21 491 Arbitrage : Alex Billeter |

#### Finale
| Finale                   | Portland Thorns                             | 2 – 0   | Kansas City Current | Audi Field, Washington DC                      |                                                |
| 29 octobre 2022 20:00 ET | Sophia Smith 4e · Addisyn Merrick 56e (csc) | (1 - 0) |                     | Spectateurs : 17 624 Arbitrage : Natalie Simon | Spectateurs : 17 624 Arbitrage : Natalie Simon |

## Statistiques
Source : nwslsoccer.com.

### Meilleures buteuses
|                    | Joueuse               | Club                                | But inscrit |
| ------------------ | --------------------- | ----------------------------------- | ----------- |
| Médaille d'or      | Alex Morgan           | San Diego Wave                      | 16          |
| Médaille d'argent  | Sophia Smith          | Portland Thorns                     | 15          |
| Médaille de bronze | Debinha               | North Carolina Courage              | 12          |
| 4.                 | Diana Ordóñez (en)    | North Carolina Courage              | 11          |
| 4.                 | Mallory Pugh          | Chicago Red Stars                   | 11          |
| 6.                 | Ashley Hatch          | Washington Spirit                   | 9           |
| 6.                 | Ebony Salmon (en)     | Racing Louisville puis Houston Dash | 9           |
| 8.                 | Lo'eau LaBonta (en)   | Kansas City Current                 | 8           |
| 9.                 | Bethany Balcer        | OL Reign                            | 7           |
| 9.                 | Kristen Hamilton (en) | Kansas City Current                 | 7           |
| 9.                 | Cece Kizer (en)       | Kansas City Current                 | 7           |
| 9.                 | Savannah McCaskill    | Angel City                          | 7           |
| 9.                 | Megan Rapinoe         | OL Reign                            | 7           |
| 9.                 | Morgan Weaver (en)    | Portland Thorns                     | 7           |

### Meilleures passeuses
| Rg                 | Joueuse           | Club                   | Passe décisive |
| ------------------ | ----------------- | ---------------------- | -------------- |
| Médaille d'or      | Carson Pickett    | North Carolina Courage | 6              |
| Médaille d'or      | Mallory Pugh      | Chicago Red Stars      | 6              |
| Médaille de bronze | Yazmeen Ryan (en) | Portland Thorns        | 5              |
| Médaille de bronze | María Sánchez     | Houston Dash           | 5              |
| 5.                 | 11 joueuses       | 11 joueuses            | 4              |

### Meilleures gardiennes
| Rg                 | Joueuse              | Club                   | Arrêts | CS |
| ------------------ | -------------------- | ---------------------- | ------ | -- |
| Médaille d'or      | Katie Lund (en)      | Racing Louisville      | 112    | 6  |
| Médaille d'argent  | Adrianna Franch      | Kansas City Current    | 82     | 6  |
| Médaille de bronze | DiDi Haračić (en)    | Angel City             | 70     | 4  |
| 4.                 | Phallon Tullis-Joyce | OL Reign               | 66     | 9  |
| 5.                 | Erin McLeod          | Orlando Pride          | 65     | 4  |
| 6.                 | Bella Bixby (en)     | Portland Thorns        | 63     | 10 |
| 7.                 | Kailen Sheridan      | San Diego Wave         | 62     | 8  |
| 8.                 | Michelle Betos (en)  | NJ/NY Gotham           | 60     | 1  |
| 9.                 | Casey Murphy         | North Carolina Courage | 58     | 6  |
| 10.                | Alyssa Naeher        | Chicago Red Stars      | 57     | 7  |

## Distinctions individuelles

### Joueuses du mois
Chaque mois, la NWSL Media Association nomme la Player Of The Month.
| Mois      | Joueuse           | Club                   |
| --------- | ----------------- | ---------------------- |
| Mai       | Alex Morgan       | San Diego Wave         |
| Juin      | Sophia Smith      | Portland Thorns        |
| Juillet   | Ebony Salmon (en) | Houston Dash           |
| Août      | Megan Rapinoe     | OL Reign               |
| Septembre | Debinha           | North Carolina Courage |
| Octobre   | Debinha           | North Carolina Courage |

### Récompenses sur la saison
| Récompense              | Joueuse                                                                                           | Club                                                                                              | Description                                                                                       | Autres nommées                                                                                    |
| ----------------------- | ------------------------------------------------------------------------------------------------- | ------------------------------------------------------------------------------------------------- | ------------------------------------------------------------------------------------------------- | ------------------------------------------------------------------------------------------------- |
| Meilleure joueuse (MVP) | Sophia Smith                                                                                      | Portland Thorns                                                                                   | 14 buts en 18 matches, 4 doublés, meilleur total de tirs et de tirs cadrés                        | Debinha (NC), Naomi Girma (SD), Alex Morgan (SD), Mallory Pugh (CHI)                              |
| Débutante de l'année    | Naomi Girma                                                                                       | San Diego Wave                                                                                    | 176 ballons récupérés, 71% de duels remportés, 90% de passes réussies                             | Sam Coffey (POR), Diana Ordóñez (NC)                                                              |
| Défenseure de l'année   | Naomi Girma                                                                                       | San Diego Wave                                                                                    | 176 ballons récupérés, 71% de duels remportés, 90% de passes réussies                             | Alana Cook (RGN), Sofia Huerta (RGN), Carson Pickett (NC), Becky Sauerbrunn (POR)                 |
| Gardienne de l'année    | Kailen Sheridan                                                                                   | San Diego Wave                                                                                    | 75% d'arrêts, 8 clean sheets, 3 penaltys arrêtés (sur 4)                                          | Adrianna Franch (KC), Phallon Tullis-Joyce (RGN)                                                  |
| Coach de l'année        | Casey Stoney                                                                                      | San Diego Wave                                                                                    | Première franchise d'expansion à atteindre les play-offs                                          | Laura Harvey (RGN), Matt Potter (KC)                                                              |
| Onze de l'année         | Sheridan – Cook, Girma, Huerta, Pickett – Coffey, LaBonta, Pugh – Smith, Morgan, Debinha          | Sheridan – Cook, Girma, Huerta, Pickett – Coffey, LaBonta, Pugh – Smith, Morgan, Debinha          | Sheridan – Cook, Girma, Huerta, Pickett – Coffey, LaBonta, Pugh – Smith, Morgan, Debinha          | Sheridan – Cook, Girma, Huerta, Pickett – Coffey, LaBonta, Pugh – Smith, Morgan, Debinha          |
| 2e onze de l'année      | Franch – Sauerbrunn, Mace, Hubly, Milazzo – Salmon, Kerolin, Fishlock – Lavelle, Ordóñez, Rapinoe | Franch – Sauerbrunn, Mace, Hubly, Milazzo – Salmon, Kerolin, Fishlock – Lavelle, Ordóñez, Rapinoe | Franch – Sauerbrunn, Mace, Hubly, Milazzo – Salmon, Kerolin, Fishlock – Lavelle, Ordóñez, Rapinoe | Franch – Sauerbrunn, Mace, Hubly, Milazzo – Salmon, Kerolin, Fishlock – Lavelle, Ordóñez, Rapinoe |